# Templo Nuestra Señora De Las Mercedes
El templo Nuestra Señora De Las Mercedes, catalogado como Patrimonio Nacional, es un templo parroquial católico ubicado en el pueblo de Arenales, del municipio Torres, estado Lara, Venezuela.
Es el templo más destacado del pueblo. Su privilegio es ser cuna de la de Virgen de la Merced, destacando también la advocación mariana hacia Ntra. Sra. Virgen del Valle, quien es copatrona de la parroquia.